# George Balch Wilson
George Balch Wilson (George B. Wilson; * 28. Januar 1927 in Grand Island/Nebraska; † 12. Oktober 2021 in Ann Arbor/Michigan) war ein US-amerikanischer Komponist und Musikpädagoge.

## Leben
Wilson studierte nach seinem Dienst in der US Air Force während des Zweiten Weltkrieges Musik an der University of Michigan bei Ross Lee Finney und Homer Keller.  Als Fulbright-Stipendiat setzte er seine Ausbildung 1954–54 in Belgien und Frankreich bei Jean Absil und Nadia Boulanger fort. 1957 erhielt er einen Rom-Preis der American Academy in Rome und verbrachte die folgenden drei Jahre an der Akademie. Ab 1961 unterrichtete er Komposition an der University of Michigan. Er leitete dort die Electronic Music Studios  und gründete die Contemporary Directions, ein Ensemble, das in der gleichnamigen Konzertreihe Werke zeitgenössischer Komponisten aufführte. Für seine Verdienste um die Etablierung der digitalen elektronischen Musik an der Universität erhielt er viermal Preise des National Endowment for the Arts. 1991 wurde er emeritiert. Zu seinen Studenten zählten Karólína Eiríksdóttir und Elizabeth Walton Vercoe.
Als Gründungsmitglied der SEMUS (Society for Electro Acoustic Music in the United States) wurde Wilson u. a. mit Preisen der American Academy and Institute of Arts and Letters, der Society for the Publication of American Music und dem Walter Hendrickson Award ausgezeichnet.